# Fußball-Weltmeisterschaft 2006/Portugal
Dieser Artikel behandelt die portugiesische Nationalmannschaft bei der Fußball-Weltmeisterschaft 2006 in Deutschland.

## Qualifikation
Portugal erreichte in seiner Qualifikationsgruppe den ersten Platz. Pauleta war mit elf Treffern erfolgreichster Torschütze. Cristiano Ronaldo zweiterfolgreichster mit sieben Toren.
Abschlusstabelle

### Spielergebnisse
| Datum      | Spielort   | Gegner        | Ergebnis | Torschützen                                                                         |
| ---------- | ---------- | ------------- | -------- | ----------------------------------------------------------------------------------- |
| 04.09.2004 | Riga       | Lettland      | 2:0      | Ronaldo 57', Pauleta 58'                                                            |
| 08.09.2004 | Leiria     | Estland       | 4:0      | Ronaldo 75', Postiga 83', 90+1', Pauleta 86'                                        |
| 09.10.2004 | Vaduz      | Liechtenstein | 2:2      | Burgmeier 48', T. Beck 76', Pauleta 23', Hasler 39' (Eigentor)                      |
| 13.10.2004 | Lissabon   | Russland      | 7:1      | Pauleta 26', Ronaldo 39', 69', Deco 45', Arschawin 79', Simão 82', Petit 89', 90+2' |
| 17.11.2004 | Luxemburg  | Luxemburg     | 0:5      | Federspiel 11' (Eigentor), Ronaldo 28', Maniche 52', Pauleta 67', 82'               |
| 30.03.2005 | Bratislava | Slowakei      | 1:1      | Karhan 8' (Elfmeter), Postiga 62'                                                   |
| 04.06.2005 | Lissabon   | Slowakei      | 2:0      | Meira 21', Ronaldo 42'                                                              |
| 08.06.2005 | Tallinn    | Estland       | 0:1      | Ronaldo 32'                                                                         |
| 09.03.2005 | Faro       | Luxemburg     | 6:0      | Andrade 24', Carvalho 30', Pauleta 38', 57', Simão 80', 85'                         |
| 07.09.2005 | Moskau     | Russland      | 0:0      |                                                                                     |
| 08.10.2005 | Aveiro     | Liechtenstein | 2:1      | Benjamin Fischer 32', Pauleta 48', Nuno Gomes 85'                                   |
| 12.10.2005 | Porto      | Lettland      | 3:0      | Pauleta 20', 22', Viana 86'                                                         |

## Portugiesisches Aufgebot
| Nr.               | Name                | Verein vor WM-Beginn | Geburtstag | Spiele   | Tore     |          |          |          |          |
| Torhüter          | Torhüter            | Torhüter             | Torhüter   | Torhüter | Torhüter | Torhüter | Torhüter | Torhüter | Torhüter |
| ----------------- | ------------------- | -------------------- | ---------- | -------- | -------- | -------- | -------- | -------- | -------- |
| 1                 | Ricardo             | Sporting Lissabon    | 11.02.1976 | 7        | 0        | 1        | 0        | 0        |          |
| 12                | Quim                | Benfica Lissabon     | 13.11.1975 | 0        | 0        | 0        | 0        | 0        |          |
| 22                | Paulo Santos*       | Sporting Braga       | 11.12.1972 | 0        | 0        | 0        | 0        | 0        |          |
| Abwehrspieler     |                     |                      |            |          |          |          |          |          |          |
| 2                 | Paulo Ferreira      | FC Chelsea           | 18.01.1979 | 3        | 0        | 1        | 0        | 0        |          |
| 3                 | Marco Caneira       | Sporting Lissabon    | 09.02.1979 | 1        | 0        | 0        | 0        | 0        |          |
| 4                 | Ricardo Costa       | FC Porto             | 16.05.1981 | 1        | 0        | 1        | 0        | 0        |          |
| 5                 | Fernando Meira      | VfB Stuttgart        | 05.06.1978 | 7        | 0        | 0        | 0        | 0        |          |
| 13                | Miguel              | FC Valencia          | 04.01.1980 | 6        | 0        | 1        | 0        | 0        |          |
| 14                | Nuno Valente        | FC Everton           | 12.09.1974 | 6        | 0        | 2        | 0        | 0        |          |
| 16                | Ricardo Carvalho    | FC Chelsea           | 18.05.1978 | 6        | 0        | 2        | 0        | 0        |          |
| Mittelfeldspieler |                     |                      |            |          |          |          |          |          |          |
| 6                 | Costinha            | FK Dynamo Moskau     | 01.12.1974 | 5        | 0        | 3        | 1        | 0        |          |
| 7                 | Luís Figo           | Inter Mailand        | 04.11.1972 | 7        | 0        | 1        | 0        | 0        |          |
| 8                 | Petit               | Benfica Lissabon     | 25.09.1976 | 6        | 0        | 2        | 0        | 0        |          |
| 10                | Hugo Viana          | FC Valencia          | 15.01.1983 | 2        | 0        | 0        | 0        | 0        |          |
| 11                | Simão               | Benfica Lissabon     | 31.10.1979 | 7        | 1        | 0        | 0        | 0        |          |
| 18                | Maniche             | FC Chelsea           | 11.11.1977 | 7        | 2        | 2        | 0        | 0        |          |
| 19                | Tiago               | Olympique Lyon       | 02.05.1981 | 5        | 0        | 0        | 0        | 0        |          |
| 20                | Deco                | FC Barcelona         | 27.08.1977 | 4        | 1        | 2        | 1        | 0        |          |
| Stürmer           |                     |                      |            |          |          |          |          |          |          |
| 9                 | Pauleta             | Paris Saint-Germain  | 28.04.1973 | 6        | 1        | 1        | 0        | 0        |          |
| 15                | Luís Boa Morte      | FC Fulham            | 04.08.1977 | 1        | 0        | 1        | 0        | 0        |          |
| 17                | Cristiano Ronaldo   | Manchester United    | 05.02.1985 | 6        | 1        | 1        | 0        | 0        |          |
| 21                | Nuno Gomes          | Benfica Lissabon     | 05.07.1976 | 2        | 1        | 1        | 0        | 0        |          |
| 23                | Hélder Postiga      | AS Saint-Étienne     | 02.08.1982 | 3        | 0        | 0        | 0        | 0        |          |
| Trainer           |                     |                      |            |          |          |          |          |          |          |
|                   | Luiz Felipe Scolari |                      | 09.11.1948 |          |          |          |          |          |          |

* Paulo Santos wurde für den verletzten Bruno Vale nachnominiert.

## Quartier der Mannschaft

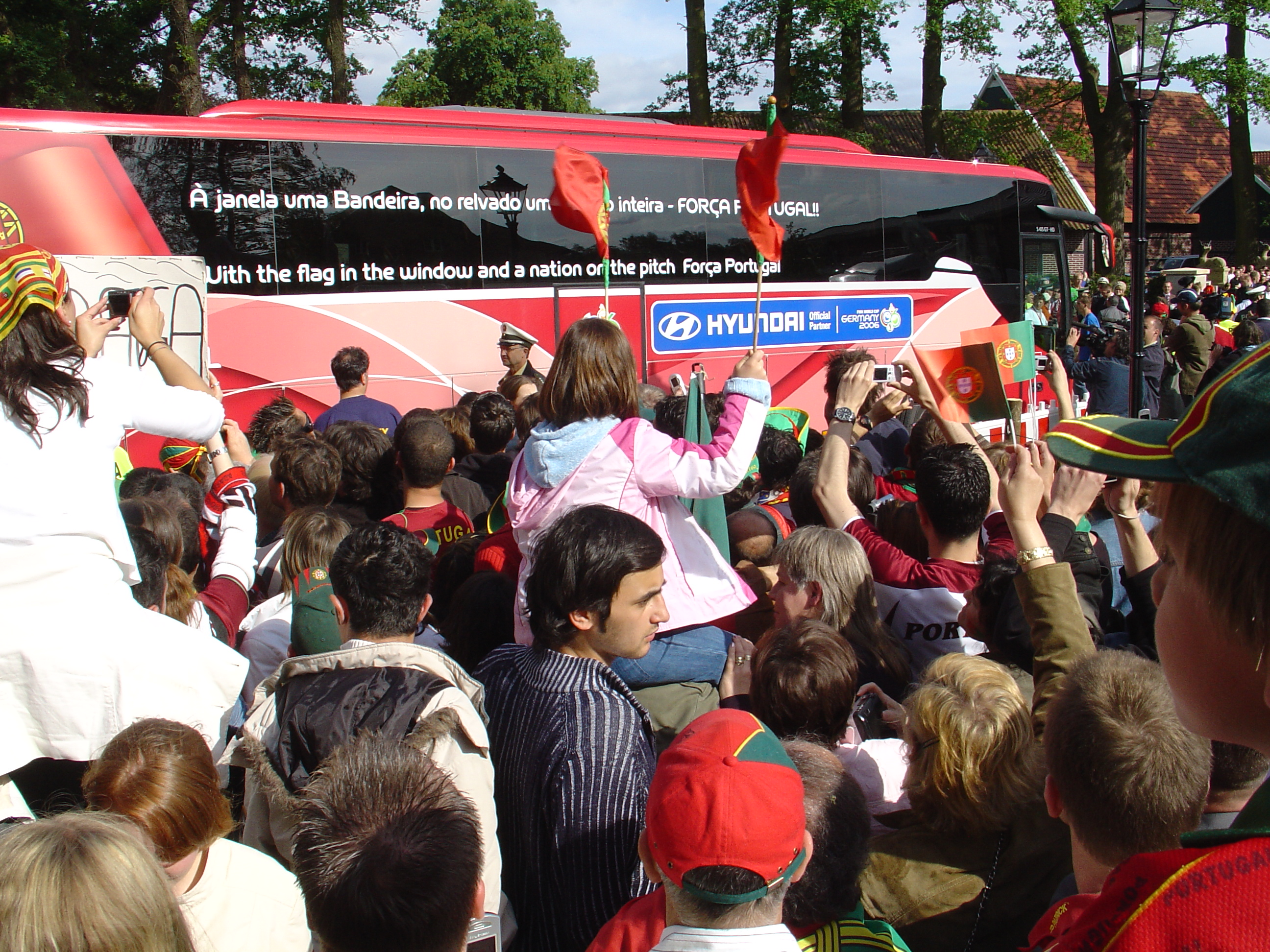
Ankunft der Portugiesen in Marienfeld

Die Mannschaft hatte ihr Quartier in Marienfeld im Hotel Klosterpforte.

## Spiele Portugals

### Vorrunde
- Sonntag, 11. Juni 2006, 21 Uhr in Köln
 Angola –  Portugal 0:1 (0:1)
- Samstag, 17. Juni 2006, 15 Uhr in Frankfurt
 Portugal –  Iran 2:0 (0:0)
- Mittwoch, 21. Juni 2006, 16 Uhr in Gelsenkirchen
 Portugal –  Mexico 2:1 (2:1)

Details siehe Fußball-Weltmeisterschaft 2006/Gruppe D

### Achtelfinale
- Sonntag, 25. Juni, 21 Uhr in Nürnberg
 Portugal –  Niederlande 1:0 (1:0)

Details siehe Fußball-Weltmeisterschaft 2006/Achtelfinale

### Viertelfinale
- Samstag, 1. Juli 2006, 17 Uhr in Gelsenkirchen
 England –  Portugal 0:0 n. V., 1:3 i. E.

Details siehe Fußball-Weltmeisterschaft 2006/Viertelfinale

### Halbfinale
- Mittwoch, 5. Juli 2006, 21 Uhr in München
 Portugal –  Frankreich 0:1 (0:1)

Details siehe Fußball-Weltmeisterschaft 2006/Halbfinale

### Spiel um Platz 3
- Samstag, 8. Juli, 21 Uhr in Stuttgart
 Deutschland –  Portugal 3:1 (0:0)

Details siehe Fußball-Weltmeisterschaft 2006/Spiel um Platz drei